# Monforte da Beira
Monforte da Beira is een plaats (freguesia) in de Portugese gemeente Castelo Branco en telt 506 inwoners (2001).